# Ombres sous la mer
Pour plus de détails, voir Fiche technique et Distribution.
Ombres sous la mer (Boy on a Dolphin) est un film américain réalisé par Jean Negulesco et sorti en 1957.

## Synopsis
Près de l'île grecque d'Hydra, Phèdre, une pêcheuse d'éponges, lors d’une de ses plongées en profondeur, découvre une antique sculpture d’or et de laiton qui s’avère être le mythique « Garçon sur un dauphin » doté, dit-on, de certains pouvoirs. Rhif, le petit ami peu scrupuleux de Phèdre, incite celle-ci, qui est pauvre, à la vendre à un trafiquant d’œuvres d’art. Mais Phèdre, après sa rencontre avec l’archéologue américain Jim Calder qui lutte contre le pillage des antiquités, va l’aider à restituer la sculpture au Département National Grec des Antiquités, ce dont le « Garçon sur un dauphin » lui sera reconnaissant.

## Fiche technique
- Titre original : Boy on a Dolphin
- Titre français : Ombres sous la mer
- Réalisation :	Jean Negulesco[Note 1]
- Scénario : Ivan Moffat, Dwight Taylor d’après le roman de David Divine (en), Boy on a Dolphin (1955)[Note 2]
- Assistants à la réalisation : Eli Dunn, Carlo Lastricati (it)
- Direction artistique :
  - Jack Martin Smith, Lyle R. Wheeler
  - Fivos Anoyanakis pour la séquence Panegyris
- Décors : Bruno Avesani, Ugo Pericoli
- Costumes : Anna Gobbi, Franco Salvi
- Maquillages : Henry Vilardo
- Coiffures : Catherine Reed
- Photographie : Milton R. Krasner
- Son : W. D. Flick, Harry M. Leonard
- Effets spéciaux : Ray Kellogg
- Montage : William Mace
- Musique : Hugo Friedhofer
- Production : Samuel G. Engel
- Société de production : Twentieth Century Fox (États-Unis)
- Société de distribution : Twentieth Century Fox (États-Unis, France)
- Pays d’origine : États-Unis
- Langues originales : anglais, grec
- Format : couleur par DeLuxe — 35 mm[Note 3] — 2.35:1 CinemaScope — version monophonique et version 4 pistes stéréophoniques (Westrex Recording System)
- Genre : aventure
- Durée : 111 minutes
- Dates de sortie : 
  - États-Unis : 19 avril 1957
  - France : 22 mai 1957[1]
- (fr) Mention et visa CNC : tous publics, visa d'exploitation no 19583 délivré le 17 mai 1957

## Distribution
- Alan Ladd (VF : Marc Cassot)  : le docteur James Calder, un chef de recherches en archéologie américain
- Sophia Loren (doublure des scènes de plongée : Scilla Gabel, VF : Jacqueline Carrel) : Phaedra, une pêcheuse d'éponges de l'île d'Hydra
- Clifton Webb (VF : Gérard Férat) : Victor Parmalee, un milliardaire et amateur d'art antique peu scrupuleux
- Laurence Naismith (VF : Camille Guerini) : le docteur Hawkins, un médecin anglais alcoolique et vivant d'expédients, établi à Hydra
- Aléxis Minotís (VF : Richard Francœur) : Mildias Nadapoulos, de la police d'État hellénique
- Jorge Mistral (VF : Jean-Louis Jemma) : Rhif, un plongeur d'Hydra, l'amoureux vénal de Phaedra
- Piero Giagnoni (VF : Linette Lemercier) : Niko, le jeune frère de Phaedra
- Gertrude Flynn (VF : Lita Recio) : Mademoiselle Dill, la secrétaire de la Fondation archéologique américaine à Athènes
- Charles Fawcett (VF : Jean-François Laley) : Bill B. Baldwin
- Charlotte Terrabust : Madame Baldwin
- Margaret Stahl : Mademoiselle Baldwin
- Orestes Rallis (VF : Richard Francœur) : le chef de la police
- George A. Cooper
- George Saris (VF : Michel Roux) : le second du bateau

## Production

### Casting
C'est avec Cary Grant dans le rôle masculin principal que le tournage a débuté en juillet 1956, mais après quatre jours, il a dû déclarer forfait pour rejoindre sa femme Betsy Drake qui venait de réchapper au naufrage du paquebot Andrea Doria survenu le 25 juillet 1956 dans l'océan Atlantique. Robert Mitchum a alors été pressenti pour reprendre le rôle avant qu'il soit finalement confié à Alan Ladd par Spyros Skouras, président de la Twentieth Century Fox.

### Tournage
- Période de prises de vue : fin septembre à fin décembre 1956[2].
- Extérieurs en Grèce[2] :
  - Îles : Délos, Hydra, Mykonos, Rhodes, Santorin ;
  - Acropole d'Athènes (Parthénon et amphithéâtre[Note 4]), Corinthe, Delphes et monastères des Météores.
- Intérieurs[2] : studios Cinecittà à Rome (Italie).

### Musique
Même sans Oscar, le thème musical principal de Boy on a Dolphin va connaître le succès. Avec des paroles de Paul Francis Webster, la chanson éponyme est notamment interprétée, en 1958, par Anthony Perkins. La même année, l'adaptation française est effectuée par Pierre Delanoë sous le titre L'Ombre sous la mer ; chanson interprétée, entre autres, par Michèle Arnaud.

## Distinction
Oscars 1958 : Hugo Friedhofer nommé dans la catégorie Oscar de la meilleure musique de film.